# 안나 발란데르
안나 발란데르(Anna Wallander, 1965년 10월 11일 ~ )는 스웨덴의 배우이다.